# Магари
Ма́гари (эст. Magari) — деревня в волости Канепи уезда Пылвамаа, Эстония.  

## География и описание
Расположена на юго-востоке Эстонии, у шоссе Канепи—Ридали. Расстояние от деревни до уездного центра — города Пылва — 15 километров, до волостного центра — посёлка Канепи — 4,5 километра. Высота над уровнем моря — 152 метра.
Климат умеренный. Официальный язык — эстонский. Почтовый индекс — 63116.

## Население
По данным переписи населения 2021 года, в Магари проживали 65 человек, из них 60 (93,8 %) — эстонцы.
По состоянию на 1 января 2020 года в деревне насчитывался 71 житель, из них 40 мужчин и 31 женщина; детей в возрасте до 14 лет включительно — 6, лиц пенсионного возраста (65 лет и старше) — 14.
По данным переписи населения 2011 года, в деревне проживали 57 человек, из них 56 (98,2 %) — эстонцы.
Численность населения деревни Магари:
| Год  | 1950 | 1959  | 1977  | 1979 | 1989 | 2000 | 2011 | 2017 | 2018 | 2019 | 2020 | 2021 |
| ---- | ---- | ----- | ----- | ---- | ---- | ---- | ---- | ---- | ---- | ---- | ---- | ---- |
| Чел. | 127  | ↘ 121 | ↘ 117 | ↗119 | ↘ 95 | ↘ 73 | ↘ 57 | ↗ 81 | ↘ 76 | ↘ 73 | ↘ 71 | ↘ 65 |

## История
В письменных источниках 1638 года упоминается Lemmest Makur, 1783 года — Maggari, Maggara, 1945 года — Magri. На карте Рюкера (Rücker) 1839 года отмечена деревня Maggari .
Во время Северной войны на территории современной деревни Магари произошла знаменитая битва при Эрестфере.
В советское время деревня входила в состав Канепиского сельсовета Пыльваского района и относилась к колхозу «Калев».

## Происхождение топонима
Название Магари произошло от русского личного имени Мака́р. Согласно ревизии 1638 года, упомянутый в ней Леммест Макур (Lemmest Makur) был русским (или прибыл из России).